# Noisettes
Noisettes (ou NOISEttes) é uma banda de indie rock de Londres, Reino Unido, formada pela cantora e baixista Shingai Shoniwa (uma diva), pelo guitarrista Dan Smith e pelo baterista Jamie Morrison em 2003. Eles atingiram sucesso a nível nacional com o segundo single de seu segundo álbum, "Don't Upset the Rhythm (Go Baby Go)", que atingiu a segunda posição da parada britânica no primeiro trimestre de 2009.

## História
A banda foi formada em 2003, quando o guitarrista Smith e a cantora Shoniwa, então na banda Sonarfly, começaram a tocar e compor juntos com o baterista Morrison (ex-membro das bandas Living With Eating Disorders, Willis, Six Toes e Jaywalk Buzz). Os três haviam se conhecido quando eram alunos da BRIT School for Performing Arts & Technology em Croydon. Eles rapidamente ganharam a reputação de formarem uma das bandas mais desordeiras de Londres.
Em abril de 2005, sob o nome de "NOISEttes", o trio lançou seu primeiro álbum, um EP de quatro faixas intitulado Three Moods of the Noisettes. As primeiras críticas ao trabalho da banda foram altamente positivas. A edição de novembro de 2005 da revista estadunidense Entertainment Weekly colocou a banda na sua lista das seis melhores bandas independentes do Reino Unido, dizendo que ela "soa como um alto drama, altamente sincopado com um rock presunçoso e agitado, liderada pela incandescente vocalista Shingai Shoniwa". Numa reportagem de março de 2006 sobre bandas britânicas o jornal estadunidense USA Today afirmou que "a incendiária Shingai Shoniwa lidera esta banda de punk-blues de Londres, conhecida por seus ferozes e explosivos shows ao vivo."

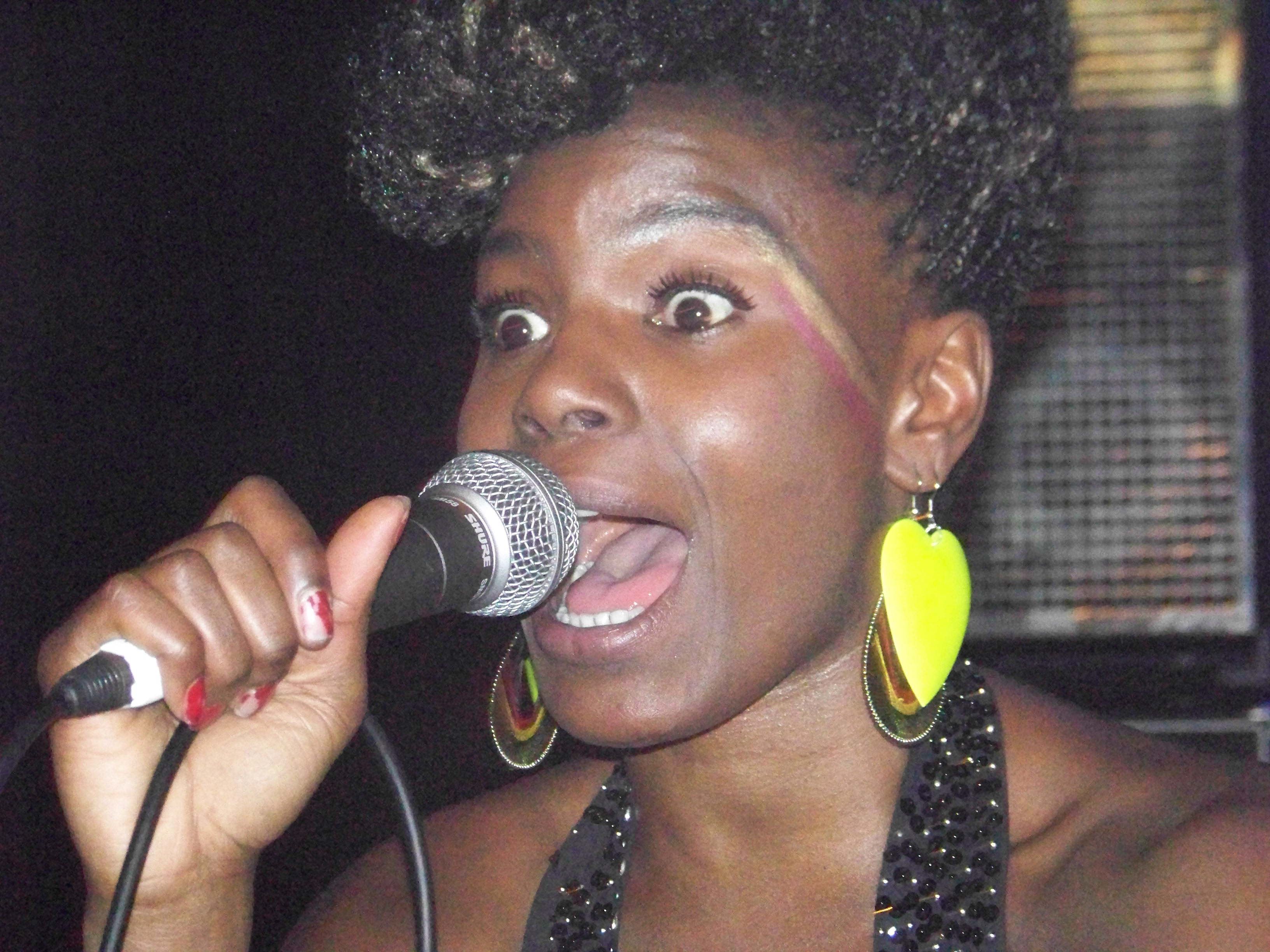
A vocalista Shingai Shoniwa durante um show dos Noisettes em Atlanta, nos Estados Unidos.

Em fevereiro de 2007, os Noisettes lançaram seu álbum de estreia, intitulado What's the Time Mr. Wolf?, através da gravadora Vertigo Records. Descrito como uma obra de rock de garagem e comparado com o trabalho do Green Day, o álbum atingiu a septuagésima quinta posição na parada britânica, apesar de boas críticas e grande promoção na mídia.
Em 2 de março de 2008, os Noisettes interpretaram, ao lado de Paul Weller, Graham Coxon, Andy Rourke dos Smiths e os membros da New Young Pony Club e da Supergrass, seu material próprio e a faixa "Janie Jones (Strummerville)", criada especialmente para a instituição de caridade Crisis Consequences, que arrecada fundos para os sem-teto. O evento, realizado no Camden's Roundhouse, foi organizado por Pearl Lowe. Num show na SXSW em 13 de março de 2008 eles interpretaram três canções de Wild Young Hearts, seu álbum mais recente.
Em janeiro de 2009 a canção "Don't Upset The Rhythm" estreou numa propaganda televisiva para o Mazda 2. A canção foi lançada como segundo single de Wild Young Hearts e atingiu a segunda posição da parada britânica. O álbum foi lançado em 20 de abril de 2009 e traz canções de estilos menos tradicionais para outros como pop influenciado por "jazz fusion" e indie rock pesado. Wild Young Hearts atingiu a sétima posição na parada, e o single mais recente da banda, "Never Forget You", atingiu a décima oitava posição. Ainda em 2009, a banda gravou "Io Baci, Tu Baci" para a trilha-sonora do filme Nine, musical de Rob Marshall.

## Discografia

### Álbuns de estúdio
| Ano                                                                                  | Álbum | Maior posição nas paradas | Maior posição nas paradas | Maior posição nas paradas | Maior posição nas paradas | Maior posição nas paradas | Maior posição nas paradas | Maior posição nas paradas | Maior posição nas paradas | Certificações       |
| Ano                                                                                  | Álbum | Reino Unido               | Áustria                   | Bélgica                   | Europa                    | Irlanda                   | França                    | Suíça                     | EUA                       | Certificações       |
| ------------------------------------------------------------------------------------ | --- | ------------------------- | ------------------------- | ------------------------- | ------------------------- | ------------------------- | ------------------------- | ------------------------- | ------------------------- | ------------------- |
| 2007                                                                                 | What's the Time Mr. Wolf? - Lançado em 5 de fevereiro de 2007 - Gravadora: Vertigo (#9841570) - Formatos: CD, download digital | 75                        | —                         | —                         | —                         | —                         | —                         | —                         | —                         |                     |
| 2009                                                                                 | Wild Young Hearts - Lançado em 20 de abril de 2009 - Gravadora: Vertigo/Mercury UK (#1792832) - Formatos: CD, download digital | 7                         | 71                        | 60                        | 30                        | 31                        | 126                       | 86                        | 98                        | - Reino Unido: Ouro |
| O traço "—" denota que o álbum não entrou na parada ou não foi lançado naquele país. | |                           |                           |                           |                           |                           |                           |                           |                           |                     |

### Singles
| 2006                                                                                 | "Iwe"                                 | —   | —  | —  | —  | —  | —  | — | What's the Time Mr. Wolf? |
| 2006                                                                                 | "Scratch Your Name"                   | 147 | —  | —  | —  | —  | —  | — | What's the Time Mr. Wolf? |
| 2006                                                                                 | "Don't Give Up"                       | 73  | —  | —  | —  | —  | —  | — | What's the Time Mr. Wolf? |
| 2007                                                                                 | "Sister Rosetta (Capture the Spirit)" | 63  | —  | —  | —  | —  | —  | — | What's the Time Mr. Wolf? |
| 2007                                                                                 | "The Count of Monte Christo"          | —   | —  | —  | —  | —  | —  | — | What's the Time Mr. Wolf? |
| 2008                                                                                 | "Wild Young Hearts"                   | 91  | —  | —  | —  | —  | —  | — | Wild Young Hearts         |
| 2009                                                                                 | "Don't Upset the Rhythm (Go Baby Go)" | 2   | —  | 4  | 8  | 33 | 79 | 4 | Wild Young Hearts         |
| 2009                                                                                 | "Never Forget You"                    | 18  | 25 | 62 | 24 | —  | 73 | — | Wild Young Hearts         |
| O traço "—" denota que o álbum não entrou na parada ou não foi lançado naquele país. |                                       |     |    |    |    |    |    |   |                           |